# Martha Higareda

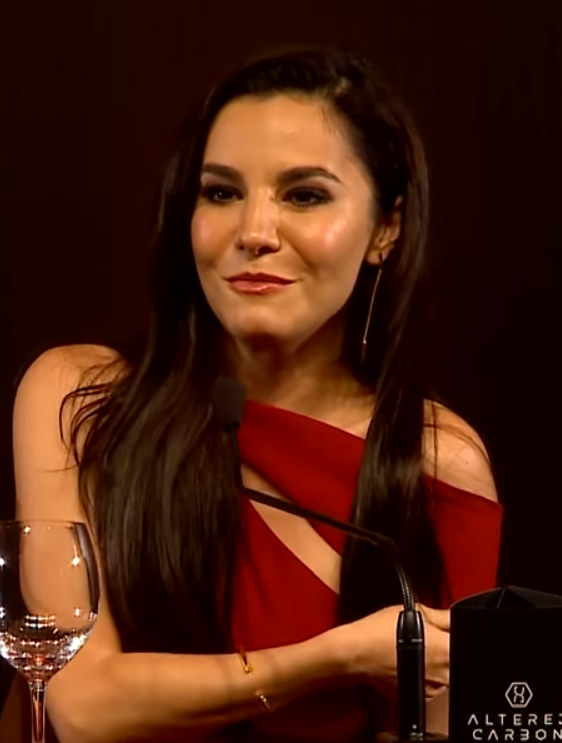
Martha Higareda (2017)

Martha Elba Higareda Cervantes (ur. 24 sierpnia 1983 w Villahermosa) – meksykańska aktorka, producentka i scenarzystka, która wystąpiła m.in. w serialu Altered Carbon.

## Filmografia

### Filmy
| Rok  | Tytuł                           | Rola              | Uwagi           |
| ---- | ------------------------------- | ----------------- | --------------- |
| 2002 | Amar te duele                   | Renata            |                 |
| 2003 | El Sueño de Elias               | Maria             |                 |
| 2003 | Dom nadziei                     | Celia             |                 |
| 2003 | Mujer Dormida                   | Mariana           | krótkometrażowy |
| 2004 | Na drugą stronę                 | Erendira          |                 |
| 2004 | Volver, Volver                  | Monica            | krótkometrażowy |
| 2005 | 7 Días                          | Gloria            |                 |
| 2006 | Sexo, Amor y Otras Perversiones | María             |                 |
| 2006 | Fuera del Cielo                 | Elisa             |                 |
| 2006 | Así del precipicio              | Cristina          |                 |
| 2007 | Borderland                      | Valeria           |                 |
| 2007 | Niñas Mal                       | Adela León        |                 |
| 2007 | La leyenda de la Nahuala        | Xochitl (głos)    | film animowany  |
| 2007 | Hasta el viento tiene miedo     | Claudia           |                 |
| 2008 | Skip Tracer                     | Jennifer Orellana | film TV         |
| 2008 | Wszystko opłacone               | Camila            |                 |
| 2008 | Królowie ulicy                  | Grace Garcia      |                 |
| 2010 | Smokin' Aces 2: Assassins' Ball | Ariella Martinez  |                 |
| 2010 | Los Dos Perez                   |                   | krótkometrażowy |
| 2010 | Sin Memoria                     | Monica            |                 |
| 2010 | Lluvia de Ideas                 |                   | krótkometrażowy |
| 2010 | Oczywiste kłamstwa              | Sofia Delgado     | film TV         |
| 2010 | Te Presento a Laura             | Laura             |                 |
| 2011 | Mariachi Gringo                 | Lilia             |                 |
| 2011 | Malaventura                     | Mitzy             |                 |
| 2012 | Hello Herman                    | Isa Luz           |                 |
| 2014 | Casese quien pueda              | Ana Paula         |                 |
| 2015 | McFarland, USA                  | Lupe              |                 |
| 2016 | No manches Frida                | Lucy              |                 |
| 2017 | 3 Idiotas                       | Mariana           |                 |
| 2018 | Marcianos vs. Mexicanos         | Zafiro (głos)     | film animowany  |
| 2018 | Deadtectives                    | Abril             |                 |
| 2019 | No manches Frida 2              | Lucy              |                 |
| 2019 | Tod@s Caen                      | Mia               |                 |
| 2023 | Uciekające królowe              | Paty              |                 |

### Seriale
| Rok        | Tytuł                         | Rola           | Uwagi              |
| ---------- | ----------------------------- | -------------- | ------------------ |
| 2003       | Enamórate                     | Celeste        | 3 odc.             |
| 2004       | Las Juanas                    | Juana Carolina | 3 odc.             |
| 2010       | Carlos                        | Amparo         | miniserial, 1 odc. |
| 2011       | CSI: Kryminalne zagadki Miami | Luisa Romero   | 1 odc.             |
| 2014       | Bananowy doktor               | Viviana        | 8 odc.             |
| 2014       | El Mariachi                   | Celeste        | pilot              |
| 2017       | Steven Universe               | Topaz (głos)   | 1 odc.             |
| 2018, 2020 | Altered Carbon                | Kristin Ortega | w gł. obsadzie     |
| 2018-2019  | Queen of the South            | Castel         | 7 odc.             |
| 2019       | Into the Dark                 | Marisol        | 1 odc.             |
| 2019       | Monarch                       | Catt Phoenix   | 9 odc.             |